# Joe Morolong Local Municipality
Joe Morolong (englisch Joe Morolong Local Municipality, ehemals Moshaweng Local Municipality) ist eine Lokalgemeinde im Distrikt John Taolo Gaetsewe der südafrikanischen Provinz Nordkap. Sitz der Gemeindeverwaltung ist Mothibistad, das in der südlich gelegenen Gemeinde Ga-Segonyana liegt. Bürgermeisterin ist Dineo Leutlwetse.
Das Gemeindegebiet war Teil des Homelands Bophuthatswana.

## Städte und Orte
| - Bothithong - Cassel - Dinopeng - Ga-Madudu - Heuningvlei - Hotazel - Kganwane - Kudumane | - Makalaneng - Mothibistad - Tsineng - Van Zylsrus |

## Bevölkerung
Im Jahr 2011 hatte die Gemeinde 89.530 Einwohner. Davon waren 96,4 % schwarz, 2 % Coloured und 1,2 % weiß. Gesprochen wurde zu 90,1 % Setswana, zu 3,6 % Afrikaans und zu 1,9 % Englisch. isiNdebele und isiZulu kommen jeweils auf ca. 1 %.